# Melodifestivalen 1978
Melodifestivalen 1978 var den 18:e upplagan av musiktävlingen Melodifestivalen och samtidigt Sveriges uttagning till Eurovision Song Contest 1978. 
Finalen hölls på Cirkus i Stockholm den 11 februari 1978, där melodin "Det blir alltid värre framåt natten", framförd av Björn Skifs, vann genom att ha fått högst totalpoäng av jurygrupperna. Trots att Sverige slutade på sista plats i Eurovisionen året innan beslöt sig Sveriges Radio-TV för att ställa upp ändå. Däremot gjordes själva systemet om med hur den svenska finalen skulle se ut och detta ledde till att den allmänna inskickningen stängdes och att man bjöd in kompositörer på förhand, ett system som använts flitigt under större delen av detta decennium. Det här året firade Melodifestivalen 20 år, trots att Sverige "bara" skickat sjutton bidrag till ESC.
Det blir alltid värre framåt natten fick sedan representera Sverige i ESC 1978 som arrangerades i Paris i Frankrike den 22 april 1978.  

## Tävlingsupplägg[1]
Efter föregående års fiasko i Eurovision Song Contest stängdes den allmänna inskickningen av bidrag till tävlingen och istället bjöds kompositörer in på förhand att skriva de tio bidragen. Från början bjöd man in fyrtiosju kompositörer, vilket sedan utökades till sextio stycken. Dessa kompositörer fick ihop hela femtioåtta bidrag som sedan sållades ned av en urvalsjury till de tio finalbidragen. Däremot blev låtarnas sound mer traditionellt dansbands-, schlager och Svensktopps-orienterat. Detta kan ha berott på den kritik som gavs till föregående års urvalsjurys val av bidrag (samt att föregående års finalister inte nådde särskilt bra på någon av musiklistorna i landet). Bert Karlssons skivbolag stod bakom några av bidragen det här året. Karlssons skivbolag har varje år sedan dess haft med eller försökt ha med minst ett bidrag i tävlingen. Det blev det första året ett bidrag fick samma namn som artisten själv, Harlequin med "Harlequin".
För första gången i festivalens historia förinspelades finalen på eftermiddagen på finaldagen. Varför man gjorde detta är inte känt, men eftersom ingen som helst publik- eller TV-omröstning skulle göras, eftersom bara juryresultat användes, så spelade det ingen direkt roll om det var förinspelat eller direktsändning. Själva sändningen sändes sedan samma kväll.
Efter festivalen prövades flera av låtarna på Svensktoppen. Bäst gick Pugh Rogefeldts Nattmara och Wizex Miss Decibel som låg alla elva då tillåtna veckor.

### Återkommande artister
| Artist         | Tidigare år (med placering) (Melodifestivalen) | Tidigare år (med placering) (ESC) |
| -------------- | ---------------------------------------------- | --------------------------------- |
| Björn Skifs    | 1972 (9:a), 1975 (5:a)                         | –                                 |
| Göran Fristorp | 19731 (1:a), 1974 (6:a2, 7:a), 1975 (4:a)      | 19731 (5:a)                       |
| Kenneth Greuz  | 19773 (9:a)                                    | –                                 |
| Tomas Ledin    | 1972 (8:a), 1977 (5:a)                         | –                                 |

1 Tävlade som en del av gruppen Malta (som fick namnändras till Nova i Eurovision Song Contest).

2 Duett med Sylvia Vrethammar.

3 Tävlade tillsammans med Eric Öst.

## Finalkvällen
Finalen av festivalen 1978 sändes i TV1 den 11 februari 1978 kl. 20.00 - 22.05 från Cirkus i Stockholm. Detta var dock en förinspelning som skedde samma eftermiddag. Programledare var för andra året i rad Ulf Elfving. Kapellmästare var Anders Berglund, men artisterna fick själva välja sin dirigent. Huskören bestod det här året av Peter Lundblad, Agneta Olsson, Mikael Rickfors och Karin Stigmark.
Finalen avgjordes med hjälp av de elva regionala jurygrupperna. Varje jurygrupp innehöll elva personer i åldrarna 16-60 år, dock utan någon övervikt åt något håll. Varje jurygrupp delade ut poängen 1-8, 10 och 12 till bidragen. Alla bidrag fick därför minst ett poäng och ingen kunde således sluta nollad. 
För andra gången i Melodifestivalens historia blev fick två bidrag (Miss Decibel och Det blir alltid värre framåt natten) lika många totalpoäng. Därför blev det en skiljeröstning där varje jurygrupp fick lägga en röst vardera på det ena bidraget. Direkt efter att det fastslagits att två bidrag fått lika många poäng fick juryerna i de olika städerna, som satt samlade i grupp under hela sändningen, göra ett snabbt val genom handuppräckning, där den melodi som fått flest röster inom gruppen fick juryns röst. Skulle en jury rösta lika hade juryordförande utslagsröst.  Vinnande låten blev den som fått flest röster, vilket blev Det blir alltid värre framåt natten, eftersom den fick åtta mot tre röster. Då det var elva jurygrupper som röstade kunde inte skiljeomröstningen sluta 5-5.

### Startlista
| Nr | Artist                               | Låt                                 | Upphovsmän (Text & musik)                                   | Dirigent          |
| -- | ------------------------------------ | ----------------------------------- | ----------------------------------------------------------- | ----------------- |
| 1  | Pastellerna                          | I dag är det vår                    | Stig Jonsson (t), Peter Wanngren (m)                        | Anders Berglund   |
| 2  | Thomas Munck                         | Nåt som gör dej glad                | Karin Stigmark (t), Thomas Munck (m), Anders Henriksson (m) | Anders Henriksson |
| 3  | Tomas Ledin                          | Mademoiselle                        | Tomas Ledin (tm)                                            | Wlodek Gulgowski  |
| 4  | Harlequin                            | Harlequin                           | Johan Langer (t), Jan Askelind (m)                          | Lars Samuelson    |
| 5  | Göran Fristorp                       | Längtan om livet med dig            | Lotta Fristorp (t), Göran Fristorp (m)                      | Rune Öfwerman     |
| 6  | Kikki Danielsson, Lasse Holm & Wizex | Miss Decibel                        | Gert Lengstrand (t), Lasse Holm (m)                         | Anders Berglund   |
| 7  | Kenneth Greuz                        | Åh, evergreens                      | Karin Stigmark (t), Kenneth Greuz (m)                       | Anders Henriksson |
| 8  | Pugh Rogefeldt                       | Nattmara                            | Pugh Rogefeldt (tm)                                         | Anders Berglund   |
| 9  | Jörgen Edman & Polarna               | Lilla stjärna                       | Monica Carlsson (t), Pär Björck (m)                         | Anders Berglund   |
| 10 | Björn Skifs                          | Det blir alltid värre framåt natten | Peter Himmelstrand (tm)                                     | Bengt Palmers     |

### Poäng och placeringar
| Nr | Låt                                 | Luleå | Falun | Karl- stad | Gbg | Umeå | Örebro | Norr- köping | Malmö | Sunds- vall | Växjö | Stholm | Summa | Plac. |
| -- | ----------------------------------- | ----- | ----- | ---------- | --- | ---- | ------ | ------------ | ----- | ----------- | ----- | ------ | ----- | ----- |
| 1  | I dag är det vår                    | 5     | 4     | 7          | 3   | 6    | 4      | 4            | 5     | 2           | 6     | 6      | 52    | 6     |
| 2  | Nåt som gör dej glad                | 1     | 1     | 1          | 1   | 1    | 1      | 1            | 1     | 1           | 1     | 1      | 11    | 10    |
| 3  | Mademoiselle                        | 7     | 8     | 10         | 10  | 8    | 5      | 6            | 8     | 10          | 4     | 2      | 78    | 5     |
| 4  | Harlequin                           | 6     | 2     | 6          | 5   | 4    | 3      | 5            | 6     | 3           | 5     | 4      | 49    | 8     |
| 5  | Längtan om livet med dig            | 4     | 7     | 12         | 7   | 5    | 7      | 8            | 10    | 12          | 8     | 5      | 85    | 3     |
| 6  | Miss Decibel                        | 10    | 10    | 4          | 8   | 10   | 12     | 12           | 12    | 5           | 7     | 10     | 100   | 1     |
| 7  | Åh, evergreens                      | 3     | 5     | 3          | 4   | 7    | 6      | 2            | 4     | 6           | 3     | 7      | 50    | 7     |
| 8  | Nattmara                            | 12    | 6     | 5          | 6   | 2    | 10     | 10           | 3     | 7           | 12    | 12     | 85    | 3     |
| 9  | Lilla stjärna                       | 2     | 3     | 2          | 2   | 3    | 2      | 3            | 2     | 4           | 2     | 3      | 28    | 9     |
| 10 | Det blir alltid värre framåt natten | 8     | 12    | 8          | 12  | 12   | 8      | 7            | 7     | 8           | 10    | 8      | 100   | 1     |

### Skiljeomröstning
| Nr | Låt                                 | Luleå | Falun | Karl- stad | Gbg | Umeå | Örebro | Norr- köping | Malmö | Sunds- vall | Växjö | Stholm | Summa   | Plac. |
| -- | ----------------------------------- | ----- | ----- | ---------- | --- | ---- | ------ | ------------ | ----- | ----------- | ----- | ------ | ------- | ----- |
| 6  | Miss Decibel                        | -     | -     | -          | -   | -    | 1      | -            | 1     | -           | -     | 1      | 3 (103) | 2     |
| 10 | Det blir alltid värre framåt natten | 1     | 1     | 1          | 1   | 1    | -      | 1            | -     | 1           | 1     | -      | 8 (108) | 1     |

### Juryuppläsare
- Luleå: Annalena Hedman
- Falun: Staffan Husahr
- Karlstad: Ulf Schenkmanis
- Göteborg: Rune Rustman
- Umeå: Fredrik Burgman
- Örebro: Maud Nylin
- Norrköping: Larz-Thure Ljungdahl
- Malmö: Kjell Andersson
- Sundsvall: Maritta Selin
- Växjö: Stig Tornehed
- Stockholm: Sven Lindahl

## Eurovision Song Contest
Efter Frankrikes vinst året innan var det de som fick arrangera det här året. Tävlingen förlades till Palais de Congrès i Paris den 22 april 1978. Till det här årets upplaga återkom Danmark igen (efter elva års uppehåll) och dessutom ställde Turkiet upp, trots att Grekland också deltog. De utbytte dock inga poäng. Eftersom två länder återkom blev det nytt rekord i antalet deltagande länder, då hela tjugo länder ställde upp. Inför varje bidrag visades det hur artisterna tog sig upp från green room till scenen (via en hiss). Frank Naef gjorde sin debut som röstkontrollant denna festival och behöll detta ansvar fram till Eurovision Song Contest 1992.
Det här året fick Sverige starta allra sist i startfältet, vilket blev första gången som Sverige fick göra det. Sveriges representant, Björn Skifs, försökte skämta till lite under sitt framträdande genom att sjunga på engelska (vilket då var förbjudet). Till sin egen stora förvåning så började han dock sjunga på svenska, men blev så perplex att han helt glömde texten. Han insåg dock att bara svenskar skulle upptäcka att han sjöng fel så han började sjunga svenskliknande men obegripliga ord ett tag innan han hittade in i texten igen. Efter omröstningen slutade Sverige på fjortonde plats med 26 poäng. 
Det här året tog Israel hem segern (för första gången) med 157 poäng, följt av Belgien på andra plats med 125 poäng och värdlandet Frankrike på tredje plats med 119 poäng. Norge slutade på sista plats med noll poäng. Därmed blev Norge det första landet som blivit nollat sedan det nuvarande poängsystemet infördes. Det var dock inte den första låten någonsin att få noll poäng i ESC, det hade skett tidigare, innan det nuvarande poängsystemet infördes.